# Araneus minahassae
Araneus minahassae este o specie de păianjeni din genul Araneus, familia Araneidae, descrisă de Merian, 1911.
Este endemică în Sulawesi. Conform Catalogue of Life specia Araneus minahassae nu are subspecii cunoscute.